# Xã Fenton, Michigan
Xã Fenton (tiếng Anh: Fenton Township) là một xã thuộc quận Genesee, tiểu bang Michigan, Hoa Kỳ. Năm 2010, dân số của xã này là 15.552 người.